# Marbolenya
La Marbolenya és una serra situada al municipi de Sant Feliu de Pallerols a la comarca de la Garrotxa, amb una elevació màxima de 895 metres.